# Euryopis campestrata
Euryopis campestrata là một loài nhện trong họ Theridiidae.
Loài này thuộc chi Euryopis. Euryopis campestrata được Eugène Simon miêu tả năm 1907.